# Fissidens siamensis
Fissidens siamensis är en bladmossart som beskrevs av Brotherus 1901. Fissidens siamensis ingår i släktet fickmossor, och familjen Fissidentaceae. Inga underarter finns listade i Catalogue of Life.